# Vicariato de Belgorod
O Vicariato de Belgorod (em russo:  Белогородское викариатство) é vicariato da eparquia de Kiev da Igreja Ortodoxa Ucraniana. Seu nome vem da vila de Belogorodka, no raion de Kiev-Sviatoshinski, no oblast de Kiev.

## História
A cidade (castelo) de Belgorod foi fundada pelo grão-guque de Kiev Vladimir Sviatoslaviche em 991. Como a Cidade Branca de um futuro cristão brilhante, um modelo de vida boa, correta e alegre. Em 997, Belgorod, durante a ausência do drujina, sobreviveu ao cerco dos Pechenegues. A partir do século XII  fez parte do Principado de Kiev.
Às vezes era chamado de Velikobelgorodskaia. Não há acordo sobre se esta eparquia era independente ou um vicariato dos metropolitas de Kiev.
A grande e próspera cidade foi completamente destruída durante a invasão mongol-tártara em 1240. Depois disso, o púlpito de Belgorod deixou de existir, embora a própria cidade tenha sido revivida depois de algum tempo.
Na década de 1360, Belgorod caiu sob o domínio da Lituânia feudal. Desde então passou a se chamar Belogorodka. No início pertenceu ao Castelo de Kiev e, a partir de 1560, ao Grão-Duque da Lituânia.
Sob o domínio polonês, Belogorodka pertencia aos metropolitas de Kiev ou ao Mosteiro de Santa Sofia. Historiadores poloneses descrevem-no como situado entre as florestas que se estendem do rio Dnieper e do rio Pripiate e chamam a área circundante de Belogorodka de Kiev Polesie. Belgorodka esteve na posse do mosteiro até que as propriedades monásticas imóveis entraram no tesouro após a reforma de secularização de 1764. Desde então, apenas a fábrica no rio Irpen, com um pequeno terreno, ficou na posse da casa metropolitana, que recebe dela até 1.500 rublos por ano em renda de aluguel. Nada resta das antiguidades de Belgorod.
Em 18 de outubro de 2007, por decisão do Santo Sínodo da Igreja Ortodoxa Ucraniana, foi criado o Vicariato de Belgorod da eparquia de Kiev, denominado Belogorodka. O local de residência do bispo vigário é o Mosteiro de São Pantaleão em Feofania em Kiev.

## Episcopado
Lista dos bispos de Belgorod mencionados por Nestor:
- Nikita, consagrado ou identificado entre os bispos vindos da Grécia em 992;
- Estevão, mencionado na Crônica de Nicônio no ano de 1072 na primeira transferência das relíquias dos nobres príncipes russos Boris e Gleb para Vishgorod;
- Lucas das tonsuras de Kiev-Pechersk é mencionado em 1089 na consagração da Igreja da Assunção de Pechersk junto com João II, metropolita de Kiev e de Toda a Rússia;
- Nikita II, consagrado em 1113, é mencionada na segunda transferência das relíquias dos nobres príncipes Boris e Gleb em Vishgorod;
- Teodoro, que estava no Concílio de Kiev em 1147, quando este decidiu nomear os metropolitas de Kiev como chefe de São Clemente;
- Dionísio, segundo a lista de Nicônio sem indicar anos;
- João, de acordo com a lista de Nicônio sem indicar anos;
- Kirenia, segundo a lista de Nicônio sem indicação dos anos;
- Máximo é mencionado em 1189, e morreu em 1190;
- Adriano em 1190 foi consagrado pelos abades do mosteiro de Vidubetski e confessores do príncipe Rurik Rostislaviche; Também foi mencionado em 1197 durante a consagração secundária da igreja episcopal em Belgorod.[4]

### Vicariato de Belgorod da eparquia de Kiev
- Nicolau Grokh (18 de outubro de 2007 - 17 de junho de 2017);
- Silvestre Stoichev (desde 24 de dezembro de 2017).